# Niccolò Carissa
Niccolò Carissa (né en 1730 et mort à une date inconnue) est un peintre italien rococo de l'école napolitaine, actif surtout à Rome et Naples au XVIIIe siècle et excellant dans les tableaux de  natures mortes.

## Biographie
Niccolò Carissa a été un peintre de natures mortes de fleurs, légumes, et oiseaux.

## Sources
- (en) Cet article est partiellement ou en totalité issu de l’article de Wikipédia en anglais intitulé « Niccolò Carissa » (voir la liste des auteurs).